# Piotr Synowiec
Piotr Cezary Synowiec (ur. 22 lutego 1966) – polski samorządowiec i przedsiębiorca, w 2001 szef rady miejskiej Opola, w latach 2001–2002 prezydent Opola.

## Życiorys
Syn Barbary oraz Hieronima, w latach 1977–1981 I sekretarza Komitetu Miejskiego PZPR w Opolu. W młodości był zawodnikiem hokeja (karierę przerwała kontuzja). Później został trenerem i działaczem sportowym (m.in. wiceprezesem Opolskiego Okręgowego Związku Hokeja na Lodzie). W 1991 ukończył studia z wychowania technicznego w Wyższej Szkole Pedagogicznej w Opolu. Od roku 1988 prowadził działalność gospodarczą, początkowo był właścicielem sklepu z meblami. Od 1991 do 1997 prowadził dwie dyskoteki, utrzymywał się później z wynajmu posiadanych nieruchomości. Zatrudniono go także w Miejskim Zarządzie Obiektów Rekreacyjnych. Media oskarżały go także o prowadzenie domu publicznego i kontakty z gangsterami.
Od 1997 związany z SdRP i SLD, od 2002 kierował strukturami drugiej z partii w Opolu. W 1998 po raz pierwszy wybrany do rady miejskiej Opola, w lutym 2001 objął funkcję jej przewodniczącego. 4 grudnia 2001 wybrany na prezydenta miasta (zastąpił Leszka Pogana, mianowanego wojewodą opolskim). W 2002 ubiegał się o reelekcję, jednak już w pierwszej turze przegrał z Ryszardem Zembaczyńskim (zdobył 23,5% głosów). Utrzymał natomiast mandat radnego (zrezygnował z niego w 2004), został szefem klubu SLD.

## Wyroki sądowe
Był jednym z głównych oskarżonych w ramach tzw. opolskiej afery ratuszowej, dotyczącej szeregu przestępstw korupcyjnych, których mieli się dopuszczać lokalni przedsiębiorcy oraz związani z SLD wysocy urzędnicy samorządowi w latach 1994–2002 (poza nim oskarżono także m.in. jego żonę, Leszka Pogana i Ewę Olszewską). Aresztowano go w maju 2004, po 3 miesiącach wyszedł na wolność po wpłaceniu kaucji. Ostatecznie został prawomocnie skazany za nadużycie władzy, korupcję i oszustwo na szkodę ratusza w dwóch wyrokach na kary 3 lat i 9 miesięcy oraz 1,5 roku pozbawienia wolności (połączono je w karę łączną 4,5 roku więzienia), zobowiązano go także do zwrotu uzyskanych korzyści oraz nałożono 9-letni zakaz zajmowania stanowisk publicznych.

## Życie prywatne
Ożenił się z Grażyną (właścicielką agencji modelek), ma dwie córki.